# Louis-Joseph Gaultier de la Vérendrye

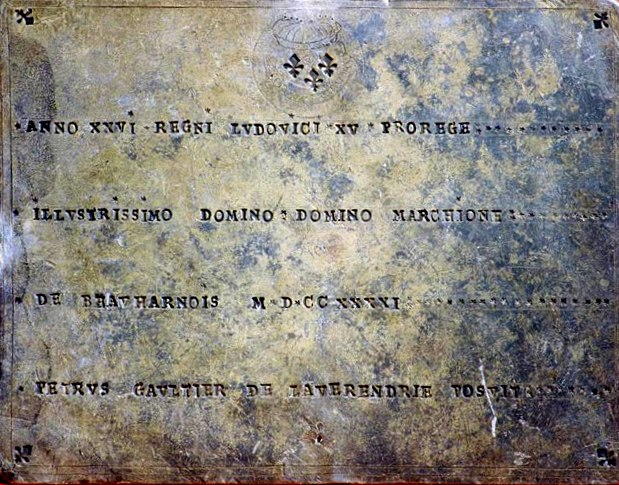
Voorkant van de soevereiniteitsplaquette van lood, die naar het huidige South Dakota werd gebracht door de chevalier de La Vérendrye.

Louis-Joseph Gaultier, Chevalier de la Vérendrye (Île aux Vaches, Québec, 9 november 1717 – voor de kust van Cape Breton, 15 november 1761) was een Frans-Canadese ontdekkingsreiziger en militair. Hij speelde een belangrijke rol bij de westwaartse uitbreiding van Nieuw-Frankrijk en was betrokken bij de bouw en het beheer van meerdere handelsposten in het huidige westen van Canada.

## Biografie
Louis-Joseph Gaultier de La Vérendrye was de vierde zoon van Pierre Gaultier de Varennes et de La Vérendrye, een bekende Canadese ontdekkingsreiziger. Net als zijn broers kreeg hij een opleiding in wiskunde, kaarttekenen en militaire vaardigheden. Al op jonge leeftijd nam hij deel aan de expedities die zijn vader leidde om handelsroutes naar het westen te openen en gebieden te verkennen voorbij het gebied van de Grote Meren.

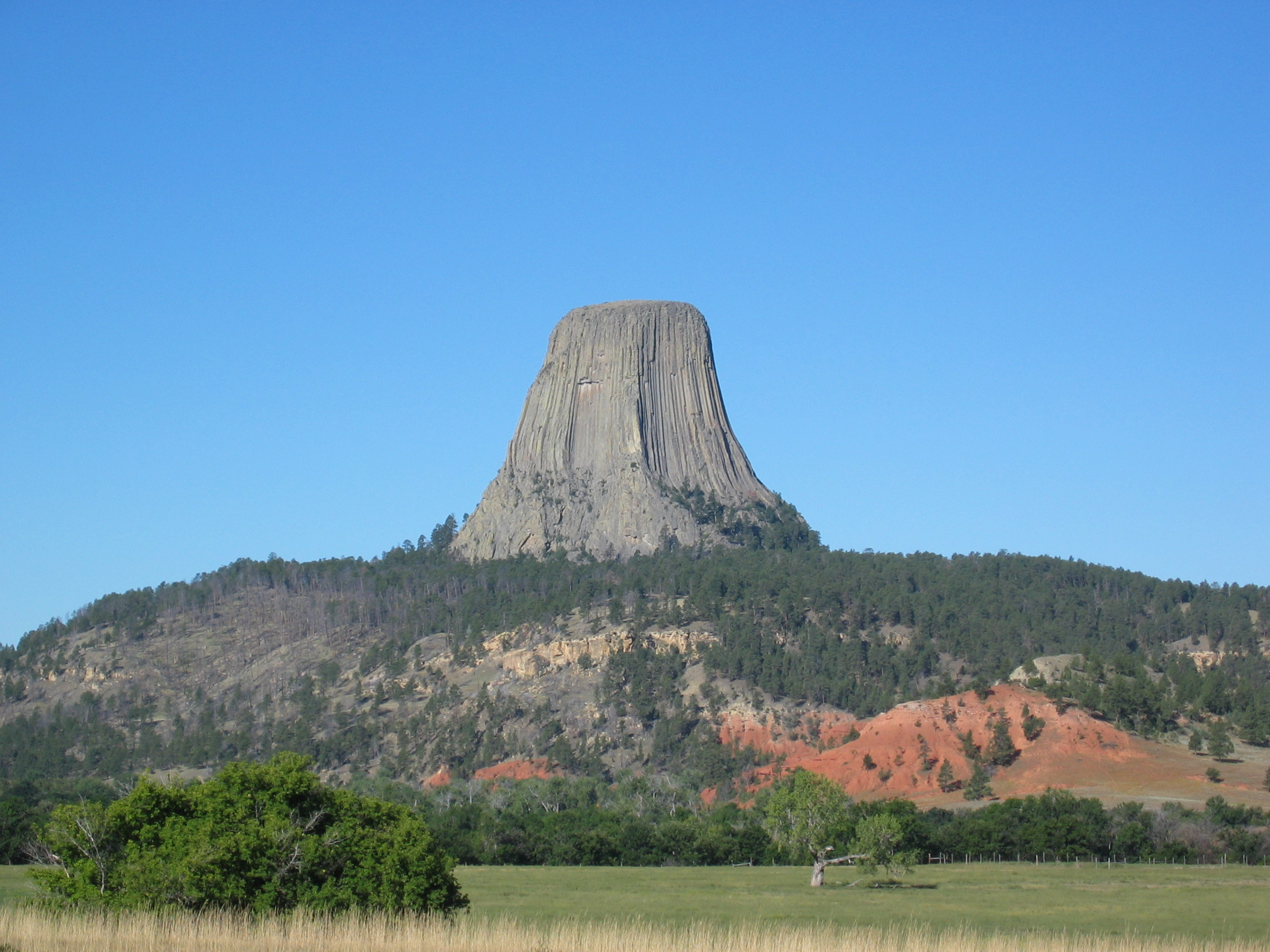
Devils Tower, ofwel de Bear Butte (in het noordwesten van Wyoming), zou een van de locaties kunnen zijn die Louis-Joseph de La Vérendrye is tegengekomen en die hij ‘de berg van het volk der Paarden’ noemde.

Tussen 1735 en 1743 bouwde en bestuurde Louis-Joseph verschillende strategische forten, waaronder Fort La Reine (in het huidige Manitoba), Fort Saint-Charles, Fort Maurepas en Fort Kaministiquia. Hij speelde een centrale rol bij de verkenning van de gebieden langs de Saskatchewan-rivier en bij contacten met lokale inheemse bevolkingsgroepen.
In 1742–1743 ondernam hij samen met zijn broer François een expeditie die mogelijk als eerste Fransen de oostelijke uitlopers van de Rocky Mountains bereikte. Deze tocht wordt beschouwd als een belangrijk keerpunt in de westerse exploratie van Noord-Amerika, hoewel exacte locaties niet met zekerheid zijn vastgesteld.
Na de dood van zijn vader zette Louis-Joseph de werkzaamheden voort, zowel als handelspostbeheerder als officier. Hij werd in 1758 benoemd tot commandant van verschillende posten aan de westgrens van Nieuw-Frankrijk. In 1761 vertrok hij per schip richting Frankrijk, maar kwam om het leven toen het schip Auguste bij Cape Breton verging.

## Invloed en nalatenschap
De exploraties van Louis-Joseph Gaultier de La Vérendrye hebben belangrijke bijdragen geleverd aan de Europese kennis van de Canadese prairie en de Rocky Mountains. Samen met zijn familie legde hij de basis voor verdere Franse expansie en handel in de regio. In Canada worden de La Vérendryes gezien als pioniers van de vroegste Europese contacten in het westen van het continent.